# Порту-Санту (аэропорт)
Аэропорт Порту-Санту (порт. Aeroporto de Porto Santo, ИАТА: PXO, ИКАО: LPPS ) — международный аэропорт в городе Вила-Балейра на острове Порту-Санту, Мадейра, Португалия.

## История
Порту-Санту был первым из островов Мадейры, в котором построили аэропорт. Открытие состоялось в 1959 году. 20 июля 1960 года, аэропорт принял первый самолёт — Douglas DC-4 компании TAP Portugal.
28 августа 1995 года, был открыт новый пассажирский терминал и увеличена длина взлётно-посадочной полосы, с 2000 до 3000 м. к

## Военный аэродром
Аэропорт Порту-Санту также используется как военный аэродром (порт. Maneuver Aerodrome no 3) ВВС Португалии. На аэродроме не базируются какие либо воинские соединения, но он используется как вспомогательный аэродром подразделениями эскадрильи 502 (самолеты CASA C-295) и эскадрильи 751 (вертолеты AgustaWestland EH101).

## Пассажиропоток
Данные из запроса в Викиданные.
| Год  | Пассажиропоток | Взлетов/посадок | Грузоперевозки (тонн) | Прим.  |
| ---- | -------------- | --------------- | --------------------- | ------ |
| 2006 | 153052         | 4863            | 232,9                 | [ 7 ]  |
| 2007 | ▼ 145754       | ▼ 2848          | ▲ 242,7               | [ 7 ]  |
| 2008 | ▼ 130537       | ▲ 3017          | ▼ 234,3               | [ 7 ]  |
| 2009 | ▼ 120126       | ▲ 3064          | ▼ 189,7               | [ 7 ]  |
| 2010 | ▼ 103337       | ▼ 2970          | ▲ 213,6               | [ 7 ]  |
| 2011 | ▲ 106592       | ▼ 2816          | ▼ 142,5               | [ 7 ]  |
| 2012 | ▼ 101375       | ▼ 2656          | ▲ 176                 | [ 7 ]  |
| 2013 | ▼ 96908        | ▼ 2444          | ▼ 127,5               | [ 7 ]  |
| 2014 | ▲ 107626       | ▲ 3070          | ▼ 78,6                | [ 8 ]  |
| 2015 | ▲ 122682       | ▼ 2996          | ▲ 79,7                | [ 9 ]  |
| 2016 | ▲ 156120       | ▲ 3227          | ▲ 89,1                | [ 10 ] |
| 2017 | ▲ 175316       | ▲ 3388          | ▼ 57,3                |        |